# Lemé
Lemé är en kommun i departementet Aisne i regionen Hauts-de-France i norra Frankrike. Kommunen ligger  i kantonen Sains-Richaumont som ligger i arrondissementet Vervins. År 2022 hade Lemé 412 invånare.

## Befolkningsutveckling
Antalet invånare i kommunen Lemé
Referens: INSEE